# Utja

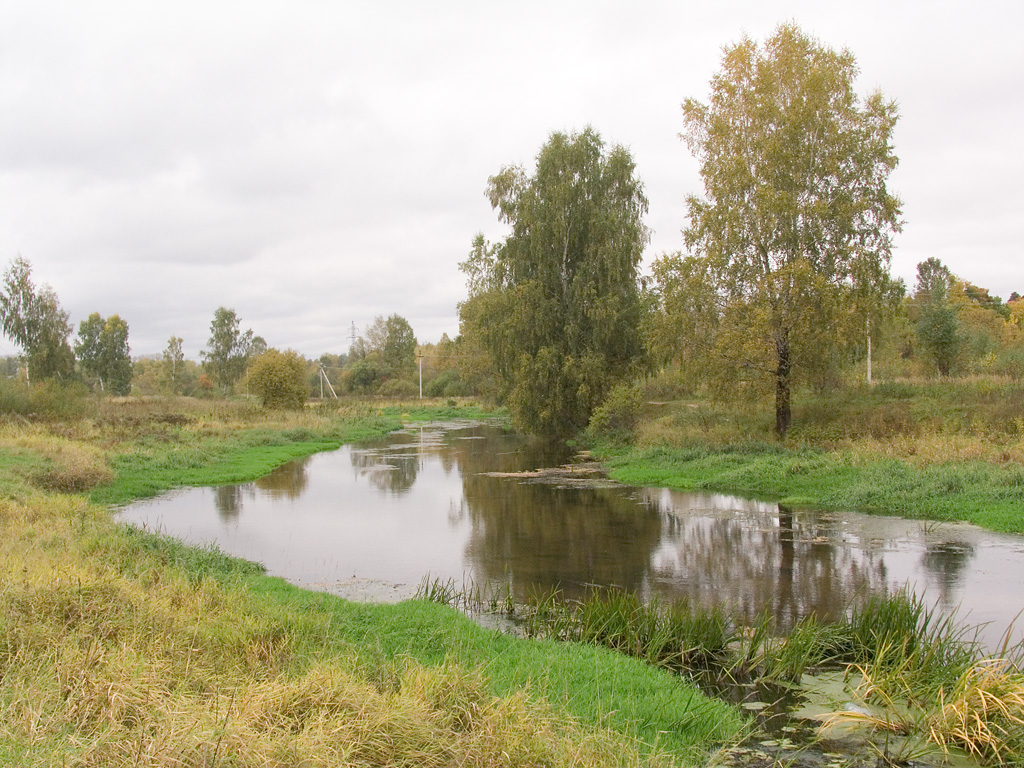
Utja vid Pusjkino

Utja (ryska: Уча́) är en flod i Moskva oblast i Ryssland. Den är en vänsterbiflod till Kljazma. Utja är 42 km lång och har ett avrinningsområde på 605 km². Den rinner genom städerna Pusjkino och Ivantejevka, och mynnar i Kljazma vid staden Sjtjolkovo.